# ヒルベルト・セラノ
ヒルベルト・ラファエル・セラノ（Gilberto Rafael Serrano、1970年3月19日 - ）は、ベネズエラ・カラカス出身の元プロボクサーである。元WBA世界ライト級王者。

## 来歴
1993年4月3日、ベネズエラでプロデビュー（2回KO勝ち）
1996年4月15日、12戦目でベネズエラ国内ライト級王座獲得。同年10月7日にはWBAフェデボルライト級王座を獲得。
1998年4月18日、20戦目で世界初挑戦。敵地でWBA世界スーパーフェザー級王者崔龍洙（韓国）に挑むが、9回KO負け。
1999年11月13日、世界再挑戦。WBA世界ライト級王者ステファン・ゾフ（イタリア）に挑み、10回TKO勝ち。24戦目で世界王者となった。
2000年3月12日、初防衛戦（日本のリング初登場）。東京・両国国技館で坂本博之と対戦。初回に2度のダウンを奪われるも、2回以降は逆襲に転じ、5回負傷TKO勝ちで防衛に成功。
同年6月11日、2度目の防衛戦（日本のリング再登場）。東京・有明コロシアムで元WBA世界スーパーフェザー級王者畑山隆則と対戦。8回に3度（合計5度）のダウンを奪われてのKO負けを喫し、王座陥落。
2001年6月16日、1年ぶりの再起戦でWBAフェデラテンライト級王座決定戦に出場したが、2回TKO負け。
2004年11月15日、3年5か月ぶりの復帰戦で10回判定勝ちを収めたのを最後に現役を引退。

## 戦績
28戦21勝（17KO）6敗1分

## 獲得タイトル
- WBA世界ライト級王座（防衛1度）